# Adicijski polimer
Adicijski polimer je polimer koji nastaje jednostavnim povezivanjem monomera bez kogeneriranja ostalih proizvoda. Adicijska polimerizacija razlikuje se od kondenzacijske polimerizacije koja kogenerira proizvod, obično vodu. Adicijski polimeri mogu nastati lančanom polimerizacijom, kad se polimer oblikuje sekvencijalnom adicijom monomerskih jedinica na aktivno mjesto u lančanoj reakciji, ili poliadicijom, kad se polimer oblikuje adicijskom reakcijom između vrsta svih stupnjeva polimerizacije. Adicijski polimeri oblikuju se ponavljajućom adicijom nekoliko jednostavnih monomerskih jedinica. Općenito polimeri su nezasićeni sastojci poput alkena, alkalina i tako dalje. Adicijska se polimerizacija uglavnom zbiva u slobodnom radikalskom mehanizmu. Slobodni radikalski mehanizam adicijske polimerizacije dovršava se u trima koracima, poput iniciranja slobodnog radikala, propagacija lanca te terminacija lanca.
Kad dvije ili više vrsta monomera prođu adicijsku polimerizaciju, nastali polimer je adicijski kopolimer. Plastična folija, nastala polimeriziranjem vinil klorida i viniliden klorida je primjer adicijskog polimera.
Polimerizacija otvaranjem prstena je adicijski proces ali teži stvarati polimere slične kondenzacijskim polimera, no slijedi stehiometriju adicijske polimerizacije. Primjerice polietilen glikol nastaje otvaranjem prstena etilen oksida:
HOCH2CH2OH  +  n C2H4O   →   HO(CH2CH2O)n+1H
Najlon 6 (polikaprolaktam, kapron, poli-e-kaproamid, poliamid 6, PA6, kao trgovačka marka perlon), razvijen za osujetiti patent na najlon 6,6 proizveden je adicijskom polimerizacijom, ali kemijskih podsjeća na tipične poliamide.
Adicijski polimeri općenito su kemijski inertni, imajući snažnu C-C. Zbog ovoga nisu biorazgradivi i teško ih je reciklirati. Nasuprot njima, kondenzacijski polimeri teže biti više biorazgradljivi jer im "kralježnica" sadrži slabije veze.
Univerzalna razlika između vrsta polimerizacija je razvitak molekulske težine različitim načinima propagacije. Adicijski polimeri brzo tvore lance visoke molekulske težine, uz mnogo preostalih monomera. Budući da adicijska polimerizacija ima brzorastuće lance i slobodne monomere kao reaktante, a kondenzacijska polimerizacija se pojavljuje u koracima između monomera, dimera i ostalih manjih rastućih lanaca, učinak trenutne veličine polimerske molekule na trajuću reakciju je temeljito različit u ova dva slučaja. Ovo ima važne učinke na razdiobu molekulskih težina, ili polidisperzitet, u završenom polimeru.
Prvi uporabljivi adicijski polimer napravljen je slučajno 1933. godine. Napravili su ga ICI-jevi kemičari Reginald Gibson i Eric Fawcett. Radili su niz pokusa u kojima su bile reagirale organske tvari pod visokom temperaturom i visokim tlakom. Postavili su jedan pokus gdje je eten reagirao s benzaldehidom nadajući se da će proizvesti keton. Ostavili su reakcijsku smjesu preko noći i ujutri su našli malu količinu bijele voštane krutine. Pokazalo se poslije da je ta krutina polietilen.
Međunarodna unija za čistu i primijenjenu kemiju izraz "adicijska polimerizacija" smatra zastarjelim i preporučuje drugi naziv, lančana polimerizacija.